# José Joaquín Ortiz
José Joaquín Ortiz Rojas (Tunja, 10 de julio de 1814 - Bogotá, 14 de febrero de 1892) fue un escritor y poeta colombiano. Era reconocido por su obra La bandera colombiana.

## Biografía
Nació en Tunja el 10 de julio de 1814, fue hijo de José Joaquín Ortiz Nagle e Isabel Rojas. Estudió Humanidades, Ciencias políticas y Jurisprudencia, en el Colegio de San Bartolomé, sin llegar a graduarse; y cultivó el periodismo con éxito y habilidad, en especial en temas políticos.
Fundó y colaboró como redactor en El Correo de los Andes, El Porvenir, La Ciudad, El Conservador, El Día, El Cóndor y El Catolicismo. En 1835 fundó La Estrella Nacional, el primer periódico de Colombia dedicado con exclusividad a la difusión de las letras nacionales, redactado con José Eusebio Caro.
Defensor de la corriente conservadora que acabaría triunfando en la promulgación de la Constitución de 1886, accedió en varias ocasiones a la cámara legislativa de la República, y figuró entre los fundadores de la Academia Colombiana de la Lengua.
Respecto a sus opiniones en materia cultural, se distinguió por una exacerbada defensa de los postulados estéticos del romanticismo, así como por el reconocimiento explícito de los valores debidos al legado hispánico, del que no llegó a renegar ni en los momentos de mayor exaltación independentista y antiespañola. Recabó la atención de un grupo de creadores y pensadores y los reunió en una asociación bautizada como Liceo Granadino, una meritoria institución creada con la intención de propiciar en Bogotá las infraestructuras políticas y culturales necesarias para el establecimiento de una Academia Nacional que, en el ambicioso proyecto del humanista de Tunja, habría de actuar como motor de todas las iniciativas culturales del país.
En su condición de poeta, encarnó mejor que cualquier otro autor colombiano, esa transición desde los serenos gustos neoclásicos hacia los excesos del romanticismo, convirtiéndose en una especie de eslabón entre el legado dieciochesco de pura raíz hispana y las preocupaciones más europeizares de los poetas que formaron la denominada "primera generación romántica", entre los que cabe recordar a Julio Arboleda, Gregorio Gutiérrez González y José Eusebio Caro. Algunos de sus poemas fueron muy leídos, memorizados y recitados en Colombia a lo largo del siglo XIX.